# Electric fields
Electric Fields este un duo australian de muzică electronică format din vocalistul Zaachariaha Fielding⁠(d) și claparista⁠(d) și producătorul Michael Ross. Electric Fields combină muzica modernă electric-soul cu cultura aborigenă și cântă în Pitjantjatjara⁠(d), Yankunytjatjara⁠(d) și engleză.
Duo-ul a lansat un EP și mai multe single-uri. În 2024 , au devenit primul duo care a reprezentat Australia la Concursul Muzical Eurovision 2024, cu piesa „One Milkali (One Blood)”. Cu toate acestea, ei nu au reușit să avanseze din runda semifinală din 7 mai 2024.